# Sam Deroo
Sam Deroo (né le 29 avril 1992 à Beveren, dans la province de Flandre-Orientale) est un joueur belge de volley-ball. Il mesure 2,02 m et joue réceptionneur-attaquant. Il est international belge.

## Clubs
| Club                   | De        | À         |
| ---------------------- | --------- | --------- |
| Knack Roeselare        | 2010-2011 | 2011-2012 |
| Pallavolo Modène       | 2012-2013 | 2013-2014 |
| Blu Volley Verona      | 2014-2015 | 2014-2015 |
| ZAKSA Kędzierzyn-Koźle | 2015-2016 | ...       |

## Palmarès
- Ligue européenne (1)
  - Vainqueur : 2013
- Coupe de Belgique (1)
  - Vainqueur : 2011
- Supercoupe de Belgique (1)
  - Vainqueur : 2010
  - Perdant : 2011